# Hickling (Nottinghamshire)
Hickling is een civil parish in het bestuurlijke gebied Rushcliffe, in het Engelse graafschap Nottinghamshire.

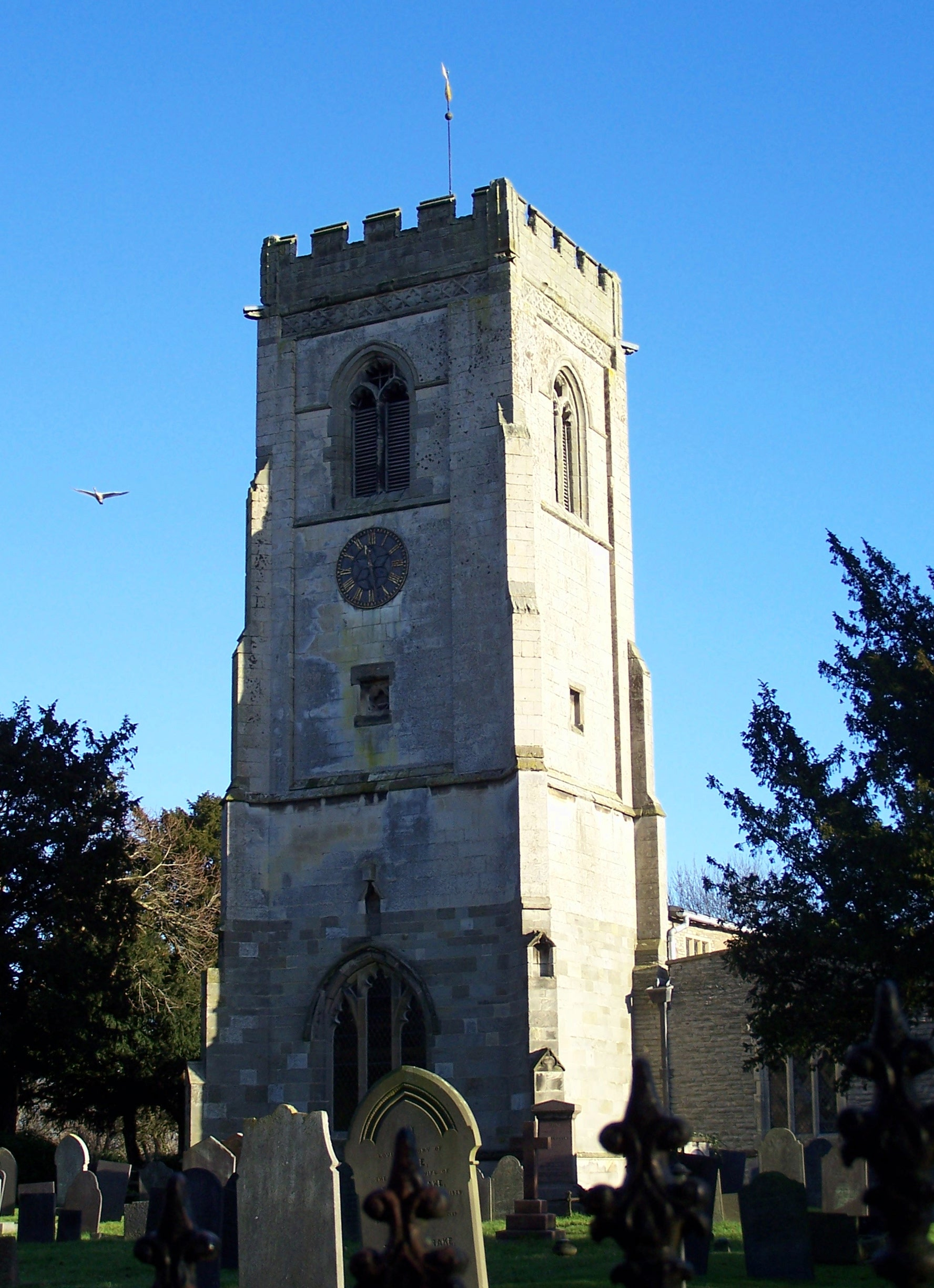
Kerk van St Luke
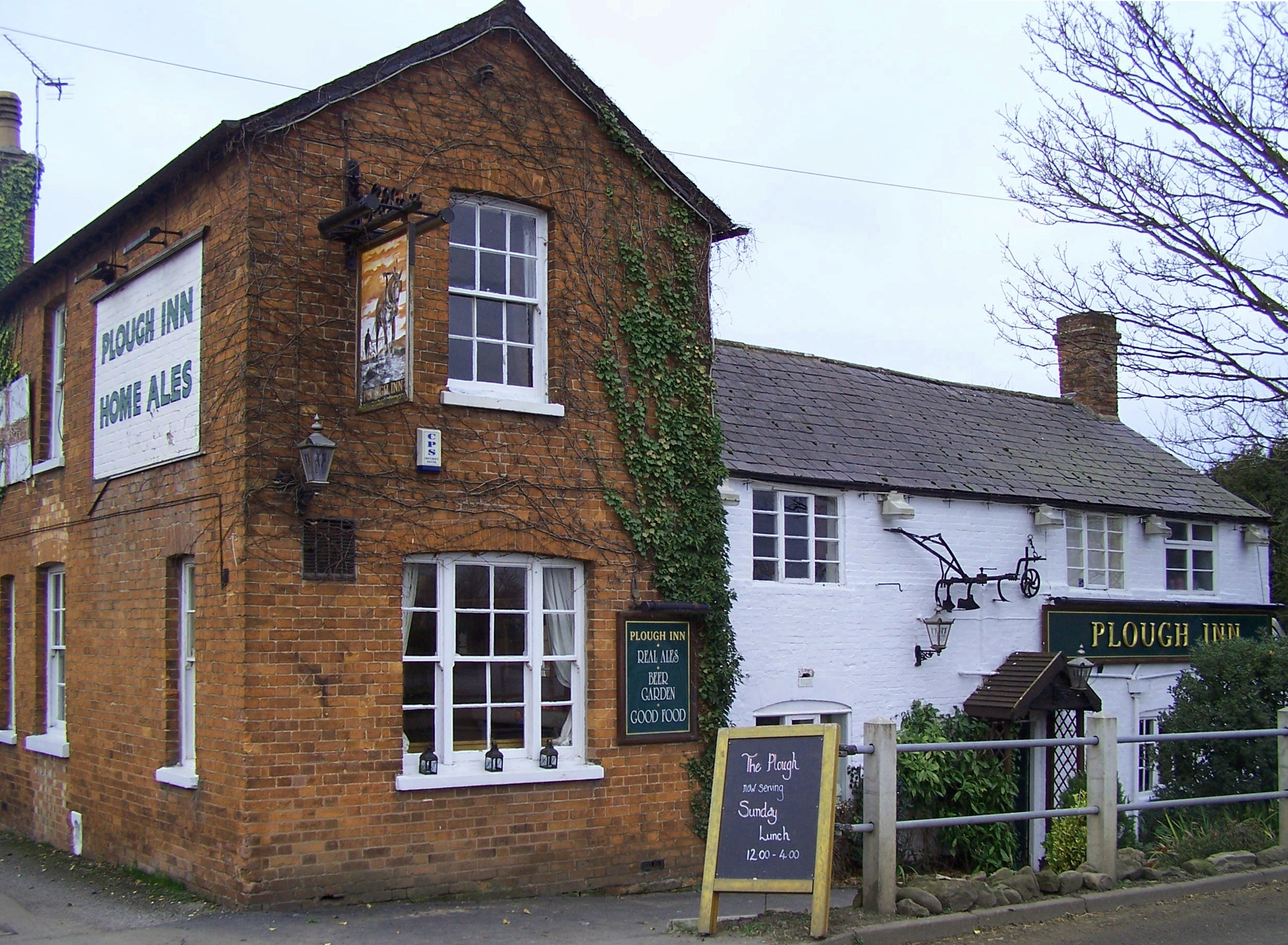
The Plough
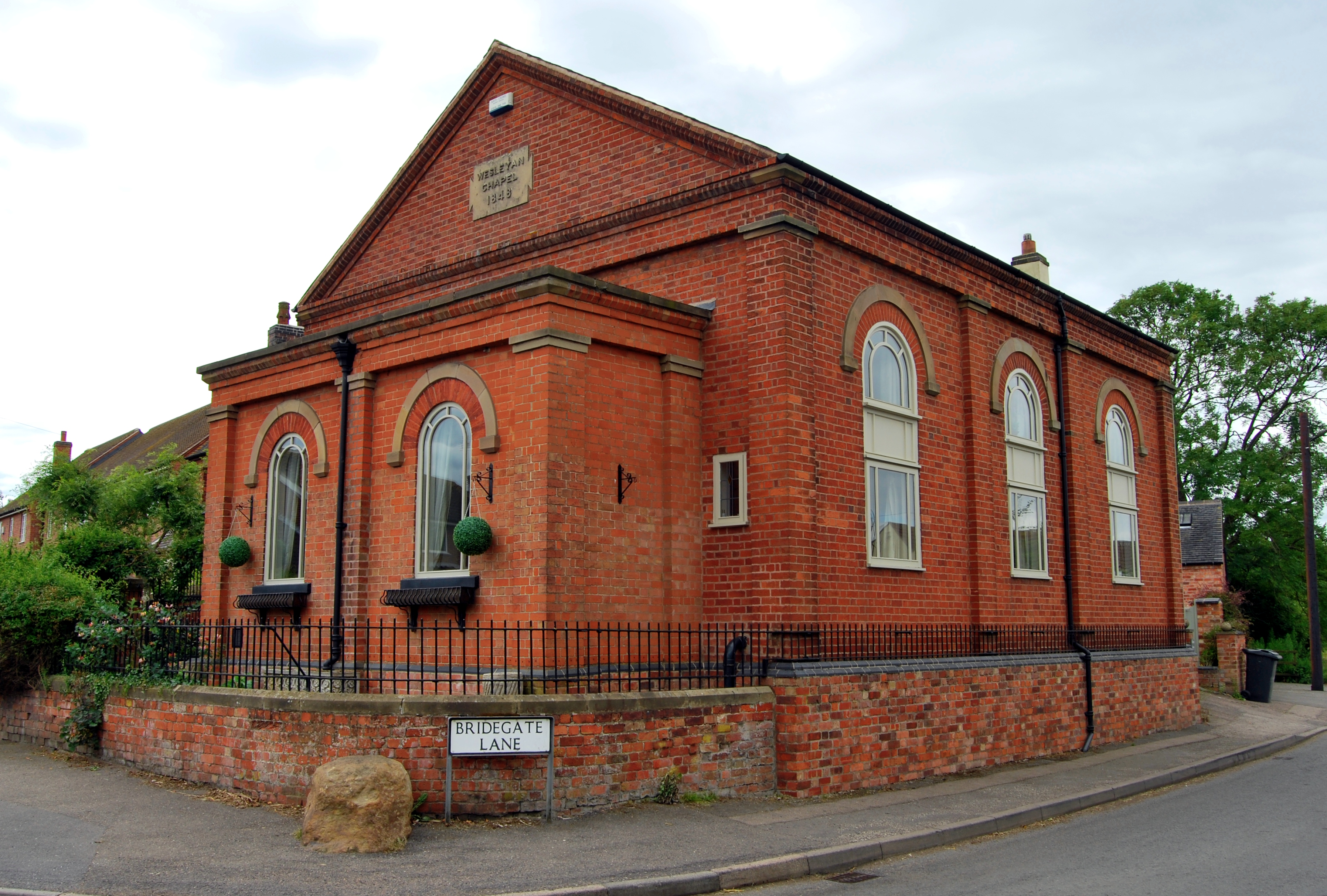
Voormalige methodistenkerk